# Allonautilus
Allonautilus is een geslacht van inktvissen uit de familie Nautilidae.
De soorten van dit geslacht werden tot 1997 in het geslacht Nautilus geplaatst. Ward & Saunders zagen echter voldoende reden om voor twee afwijkende soorten een nieuw geslacht in het leven te roepen. Het meest in het oog lopende verschil tussen Nautilus en Allonautilus is dat bij de soorten van het laatste geslacht de navel aanzienlijk groter is dan die van de Nautilus-soorten, ongeveer 20 procent van de totale diameter van schelp. Daarnaast is bij Nautilus de binnenzijde van de windigen op doorsnee rond, en bij Allonautilus recht. De navel van de schelp heeft bij dit geslacht als het ware verticale wanden.

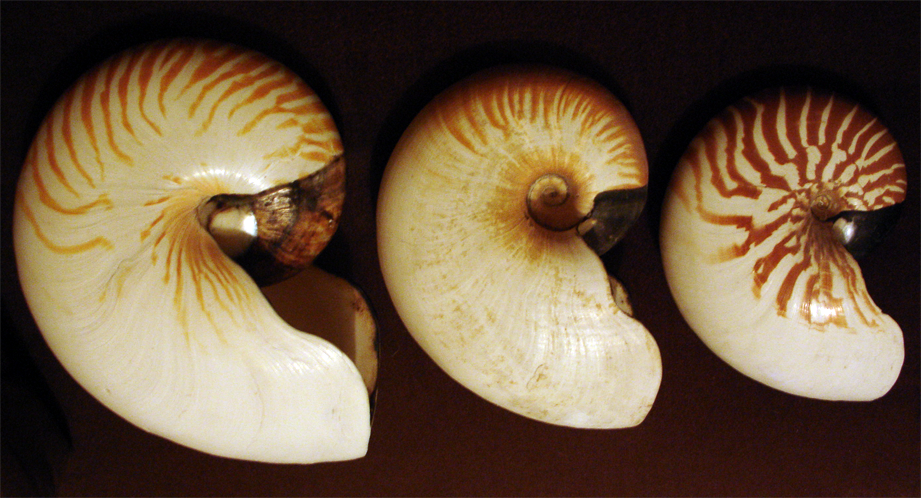
Schelpen van Nautilus macromphalus, Allonautilus scrobiculatus en Nautilus pompilius (van links naar rechts). De grote en diepe navel van Allonautilus valt meteen op.

In alle overige kenmerken lijkt het geslacht sterk op Nautilus. De twee soorten zijn bewoners van het mariene milieu. Het zijn hoofdzakelijk aaseters die ook kleine levende prooien pakken als ze de kans krijgen.

## Voorkomen
De soorten van dit geslacht komen uitsluitend voor in enkele regio's in het zeegebied van Indonesië en Papoea-Nieuw-Guinea.

## Soorten
De volgende soort wordt bij het geslacht ingedeeld:
- Allonautilus scrobiculatus (Lightfoot, 1786)

### Nomen dubium
- Allonautilus perforatus (Conrad, 1847)